# Династички рат у Србији (1331)
Династички рат у Србији 1331, био је унутрашњи династички сукоб између српског краља Стефана Уроша III и његовог сина, младог краља Стефана Душана. Сукоб је избио почетком 1331. године, а завршен у септембру исте године Душановом победом и његовим доласком на престо.

## Позадина
Војска српског краља успела је да код Велбужда 28. јула 1330. нанесе тежак пораз бугарском цару Михаилу III Шишману који је у овој бици и погинуо. Бугарски савезник, византијски цар Андроник III, обуставио је покрете своје војске ка Србији када је чуо за пораз бугарске војске. Срби су након победе могли несметано да продиру кроз Бугарску. Стефан Урош III је ипак одлучио да склопи врло повољан мир по Бугаре. На престо је поставио своју сестру Ану и њеног малолетног сина Јована Стефана. Стефан није вршио никакву промену у унутрашњим односима у Бугарској, а није било ни територијалних проширења српске државе. Ово је свакако изазвало незадовољство српске властеле која ће бити значајан ослонац младом краљу у будућем сукобу са оцем.
Након победе Стефан се посветио подизању своје задужбине, манастира Дечана заједно са сином и архиепископом Данилом II. Хармоничан однос између краља и његовог сина неће дуго потрајати.

## Узроци сукоба
Извори дају противречне и штуре податке о узроцима сукоба. Сам Душан каже да су људи из краљеве околине изазвали неповерење његовог оца према њему. Старији животописац Стефана Дечанског сву кривицу сваљује на краља. Григорије Цамблак оптужује Душана да је изазвао сукоб са оцем због превелике жеље за влашћу. Нићифор Григора наводи да је Стефан почео да добија децу што је узнемирило Душана и подстакло га на сукоб.

## Ток сукоба
Суседи су запазили сукоб већ на почетку 1331. године. Душан је тражио од Дубровчана помоћ од 6 галија али му они нису изашли у сусрет. Почетком фебруара 1331. Дубровчани су писали обојици краљева да су незадовољни због сукоба који је међу њима избио.
Убрзо након тога Стефан је са војском продро у синовљеву област и дошао до његовог двора код места Дрима. Душан се са властелом и својом војском повукао на другу обалу Бојане и одатле су размењивали посланства. Мир је постигнут средином или у другој половини априла. Мир између оца и сина није дуго потрајао. Последњи познат податак да је Душан у миру са оцем потиче из почетка августа 1331. године и сачуван је у дубровачким актима. Дубровчани се тада жале Душану због неиспуњених обавеза и прете да ће о томе обавестити његовог оца.
О разлогу новог сукоба говори само анонимни биограф Стефана Дечанског који каже да он није искрено прихватио примирје и да је у једном тренутку претећи позвао сина да дође пред њега да се оправда. Душан је увидео да му прети опасност и хтео је да са својим људима избегне из земље али су они то одлучно одбили. Душан је онда одлучио да се упусти у борбу са оцем.
Он је 21. августа 1331. кренуо из Скадра ка двору свога оца у Неродимљи. Напад је потпуно изненадио краља који је успео да умакне у тврђаву Петрич а породица му је остала у Неродимљи. Стефан није могао да пружи дужи отпор у Петричу па је одлучио да се преда. Душан се крунисао за краља 8. септембра 1331. године у Сврчину.

## Смрт Стефана Дечанског
Стефан Дечански је потом заточен у Звечану. По његовом анонимном биографу ту га је задесила смрт али он не помиње насилну смрт као могућност. Григорије Цамблак, Стефанов биограф из много доцнијег времена, сваљује кривицу на Душана и каже да је Стефан био задављен по заповести свога сина. Нићифор Григора каже да су великаши одговорни за Стефанову насилну смрт.
Непосредни одјеци насилне промене на српском престолу нису познати. Душанов чин осуђују Григорије Цамблак и Константин из Островице. Први наводи да је Душан на овај начин прекршио Божје заповести а по другом је ово изазвало проклетство и пропаст династије. Душан у исправама које је издао углавном помиње свог оца. Он је такође наставио подизање очеве задужбине, манастира Дечана.